# Rieselhilfe
Rieselhilfen (auch Rieselhilfsmittel, Rieselfähigkeitsförderer oder Antiagglomerationsmittel) sind Trennmittel, die kristallinen Substanzen zugesetzt werden, um das Zusammenklumpen der Einzelkristalle zu verhindern. Durch ihre Verwendung soll verhindert werden, dass sich beispielsweise Natriumchlorid (Kochsalz, Steinsalz, Meersalz) vor oder während der Verarbeitung verklumpt und damit schlechter dosierbar wird.

## Verwendung

### Speisesalz
Einige Rieselhilfen sind als Lebensmittelzusatzstoff für Speisesalz zugelassen:

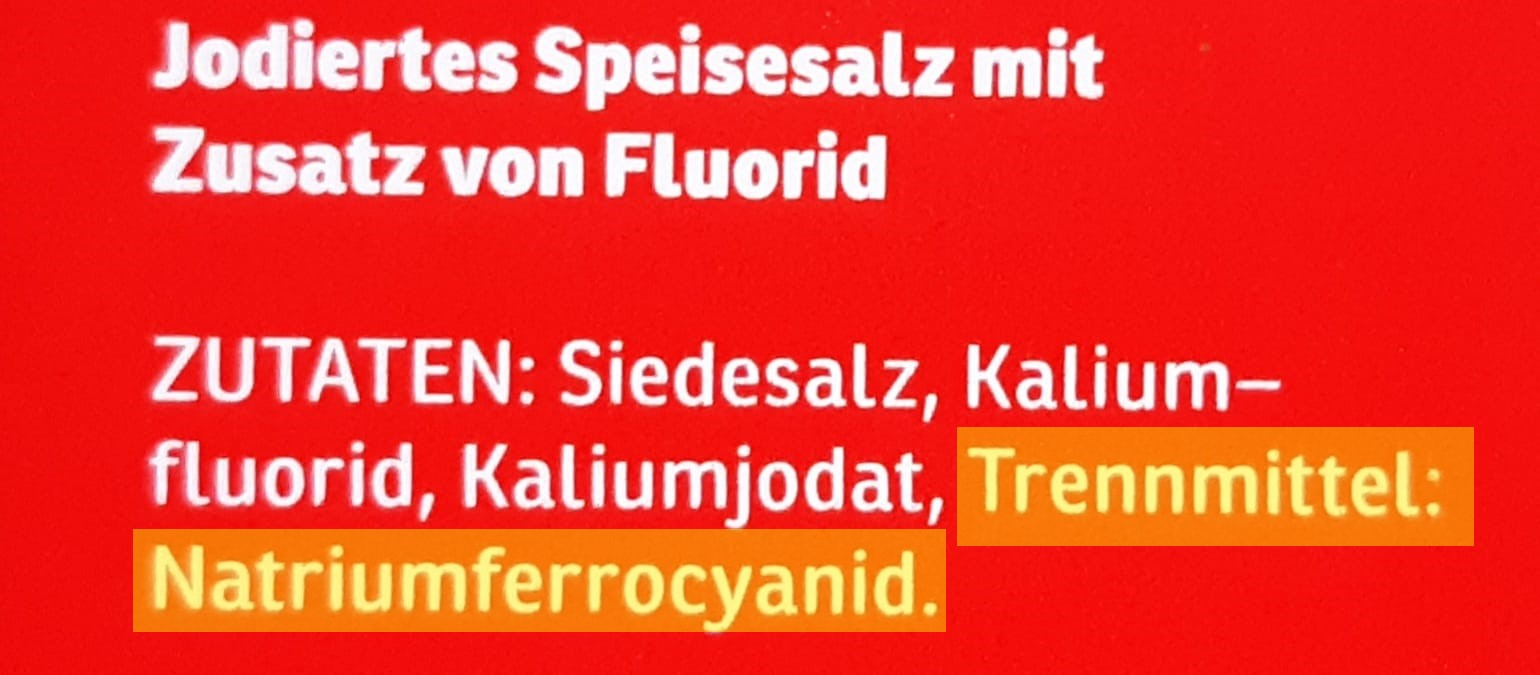
Zutatenliste: Inhaltsstoffangabe eines Trennmittels ohne Angabe der E-Nummer

- Calciumcarbonat (E 170, CaCO3, Kreide) und Magnesiumcarbonat (E 504, MgCO3, Magnesia) sind natürlich vorkommende  Mineralstoffe.
- Natriumferrocyanid (E 535) und Kaliumferrocyanid (E 536) werden sehr oft als Rieselhilfen verwendet.[1] In der EG-Öko-Verordnung ist der Zusatz von Natrium- und Kaliumhexacyanoferrat ausgeschlossen, Calcium- und Magnesiumcarbonat dürfen verwendet werden.
- Aluminiumsilikate (E 559, Kaolin) und Aluminiumhydroxid [Al(OH)3] sind weitere zugelassene Rieselhilfen.
- Siliziumdioxid (SiO2, als E 551 oder Kieselsäure deklariert) wird häufig eingesetzt und ist chemisch unproblematisch, auch als kolloidale Kieselsäure. Es erhält seine physikalische Eigenschaft jedoch durch die Partikelgröße im Nanometerbereich, weshalb sein Einsatz in Lebensmitteln gesundheitlich umstritten ist.[2]

Als Hausmittel werden im Salzstreuer Reiskörner verwendet. Diese wirken als zusätzliches Trennmittel, welches in vielen industriell verarbeiteten Salzen schon vorhanden ist und nehmen nicht die Feuchtigkeit in ausreichendem Maße auf, um das Salz trocken zu halten (wie meist behauptet). So funktioniert dieser Trick auch mit alten Reiskörnern, ohne regelmäßigen Austausch (der bei wirkungsvoller Feuchtigkeitsaufnahme unablässig wäre).

### Andere Lebensmittel
Trennmittel finden zusätzlich Anwendung bei der Produktion von Suppen, Tütensuppen, Trockenlebensmitteln in Pulverform und Backmitteln. Vor allem in Würfelzucker, Kochsalz und Backpulver werden Rieselhilfen verwendet.
Sie werden vorrangig zum Zweck der besseren maschinellen Verwendbarkeit eingesetzt.

## Rechtliche Situation
In der Europäischen Union sind die Lebensmittelzusatzstoffe gemäß Anhang II der Verordnung (EG) Nr. 1333/2008 (Stand August 2021) sowie in der Schweiz gemäß der Zusatzstoffverordnung (ZuV) (Stand: Juli 2020) aufgelistet. Sofern die Trennstoffe nur bei der Produktion verwendet werden, im Endprodukt jedoch nicht mehr vorhanden sind, müssen diese auf der Zutatenliste nicht aufgeführt werden. Sobald sie im Endprodukt enthalten sind, müssen sie als Trennmittel mit der zugehörigen Stoffbezeichnung oder E-Nummer als diese deklariert werden.

## Technische Anwendungen
Für technische Zwecke wird pyrogene Kieselsäure (Handelsnamen: Aerosil, Cabosil, HDK) häufig als Rieselhilfsmittel eingesetzt. Für Ionenaustauscher in Geschirrspülmaschinen können Rieselhilfsmittel problematisch sein und sollten daher Regeneriersalzen nicht zugesetzt werden.